# Metal de transição
Os elementos de transição ou metais de transição são definidos pela IUPAC como "Um elemento cujo átomo possui um subnível d incompleto ou que possa vir a formar cátions com um subnível d incompleto" e são representados na tabela pelo bloco D (grupo 3 ao 12).
Os lantanóides (lantanídios) e actinóides (actinídios) são considerados elementos de transição interna (bloco f)
Às vezes são empregadas outras definições menos restritivas, já que a intenção é agrupar os elementos segundo as suas propriedades físicas e químicas, variando conforme a classificação adotada, além disso, alguns textos consideram elementos de transição apenas aqueles que pertencem ao bloco d.
O nome "transição" vem da posição dos elementos na tabela, representando a transição do grupo 2 ao 13, pela sucessiva adição de elétrons ao orbital d.
Elementos de transição externa (ou somente elementos de transição): 
- Primeira série de transição: elementos de Z = 21 a 30
- Segunda série de transição: elementos de Z = 39 a 48
- Terceira série de transição: elementos de Z = 72 a 80

Elementos de transição interna:
- Lantanóides: são os elementos que vão desde o número atômico 57 até ao 71 (o escândio e o ítrio apresentam propriedades semelhantes a dos lantanídeos e, portanto, são estudados em conjunto).
- Actinóides: são os elementos que vão desde o número atômico 89 até ao 103.

As propriedades químicas de um elemento dependem em grande parte de como estão situados os seus elétrons nos níveis de energia mais externos. Por isso, os elementos de transição apresentam certa semelhança entre si, ainda que se diferenciem dos lantanídeos e actinídeos.
| Group     | 3     | 4      | 5      | 6      | 7      | 8      | 9      | 10     | 11     | 12     |
| --------- | ----- | ------ | ------ | ------ | ------ | ------ | ------ | ------ | ------ | ------ |
| Periodo 4 | Sc 21 | Ti 22  | V 23   | Cr 24  | Mn 25  | Fe 26  | Co 27  | Ni 28  | Cu 29  | Zn 30  |
| Periodo 5 | Y 39  | Zr 40  | Nb 41  | Mo 42  | Tc 43  | Ru 44  | Rh 45  | Pd 46  | Ag 47  | Cd 48  |
| Periodo 6 | La 57 | Hf 72  | Ta 73  | W 74   | Re 75  | Os 76  | Ir 77  | Pt 78  | Au 79  | Hg 80  |
| Periodo 7 | Ac 89 | Rf 104 | Db 105 | Sg 106 | Bh 107 | Hs 108 | Mt 109 | Ds 110 | Rg 111 | Cn 112 |

 Consulte: Metais de transição interna, lantanóides e actinóides.

## Configuração eletrônica
Cada átomo (ou metal) estranho ao preenchimento de um eletron em um subnível (n-1)d, sendo n o número do grupo no qual estão situados. Conforme se avança no período se adiciona um elétron, de acordo com o procedimento de Aufbau, na configuração eletrônica, colocando onde energeticamente é mais favorável. Todos os da primeira série de transição tem uma configuração eletrônica de 3dn-2 4s2, ou seja, completam primeiro os orbitais s e posteriormente os orbitais d. Devido às energias dos orbitais 3d e 4s estarem muito próximas, o crômio e o cobre apresenta uma irregularidade. o crômio semipreenche exatamente o subnível 3d (3d5 4s1), e o cobre possui o subnível 3d completo (3d10 4s1), ambos com apenas um elétron no subnível 4s.
De forma similar, se conhece as configurações eletrônicas dos elementos das demais séries de transição, assim como as dos respectivos cátions. Em alguns casos são iguais e em outros diferentes inclusive dentro do mesmo grupo, porém se tem observado que, em relação ao comportamento químico, o mais importante é o número total de elétrons que se encontram nos níveis externos.
Nos lantanídeos se vai completando o sub-nível 4f, ainda que nos actinídeos pode haver elétrons no 5f, no 6f, ou em ambos.
Segundo a definição inicial, por exemplo, nem o zinco e nem o escândio são elementos de transição, apesar de estarem situados no bloco d. O zinco só pode formar o íon Zn2+, porque o sub-nível d está completo com 10 elétrons, passando de uma configuração [Ar]3d10 4s2 para uma de [Ar]3d10. Por outro lado, o escândio só forma o íon Sc3+, condição na qual não possui nenhum elétron ocupando orbital d. passando a ter a configuração eletrônica do argônio, [Ar], devido à perda dos três elétrons. O mesmo acontece com outros elementos de transição.
A configuração eletrônica dos elementos de transição está em configuração eletrônica.
Outro modo de compreender essa configuração eletrônica é que para elementos de transição, a partir do grupo 3, haverá uma contração no volume do subnível d (diminuição de energia).

## Propriedades gerais
- Quase todos são metais duros de altos pontos de fusão e ebulição, conduzindo bem o calor e a eletricidade.
- Todos são metais.
- Podem formar ligas entre si.
- Apresentam estados de oxidação muito variados.
- É frequente que formem compostos de coordenação com diferentes índices de coordenação.
- É frequente que os complexos que formam sejam coloridos ou apresentem paramagnetismo.
- O número de elétrons nos subníveis d é variável.
- A maioria tem potenciais de redução negativos, motivo pelo qual se dissolvem em ácidos, ainda que muitos se tornem positivos, recobrindo-se de uma capa protetora, e não se dissolvem. Alguns apresentam potenciais de redução positivos como, por exemplo, o ouro.

## Estados de oxidação
Os metais de transição apresentam normalmente uma faixa de estados de oxidação mais amplos que os elementos de outros grupos. Por exemplo, o manganês pode apresentar estados de oxidação desde -3 até +7, sendo cinco destes estados os mais comuns. Os elementos do grupo 1 (alcalinos) não podem perder mais de um elétron, os do grupo 2 (alcalino-terrosos) normalmente só perdem dois elétrons.
Isto pode ser verificado nos valores dos potenciais de ionização de cada elemento. Nos elementos de transição os elétrons dos orbitais d e s mais externos estão bastante próximos em energia, encontrando-se estes elementos em estados de oxidação mais altos.
Os estados de oxidação que apresentam são muito variáveis. Observando os elementos do quarto período verifica-se estas tendências:
- o máximo de oxidação que podem alcançar vai aumentado conforme se avança na tabela, sendo máximo no manganês, a partir do qual começa a diminuir;
- os estados de oxidação baixos (+2, +3) são encontrados facilmente como íons simples. Por outro lado, os estados de oxidação mais altos são encontrados em compostos com átomos eletronegativos, especialmente com O2-, ou fluoreto, F- . Se pode encontrar estados de oxidação formalmente negativos ou zero em compostos com ligantes que retirem densidade eletrônica do metal, como o CO, a bipiridina e outros.

Também se pode obter as seguintes conclusões sobre a estabilidade dos estados de oxidação
- os estados de oxidação mais altos podem ser oxidantes enérgicos, por isso tendem a a sofrer redução. Do mesmo modo, aqueles que apresentam estados de oxidação mais baixos podem ser redutores, com tendência de sofrerem oxidação .

## Atividade catalítica
Os metais de transição são amplamente empregados como catalisadores, tanto homogêneos como heterogêneos. Por exemplo, o ferro é utilizado para catalisar o processo de Haber (para a síntese do amoníaco), o níquel ou a platina para a hidrogenação de alcenos, etc.

## Cor
Devido à sua estrutura, os metais de transição apresentam numerosos íons e complexos coloridos. A cor pode mudar entre diferentes compostos de um mesmo elemento; por exemplo, o manganês com estado de oxidação +7, MnO4-, é púrpura, embora o íon Mn2+ seja rosa pálido.

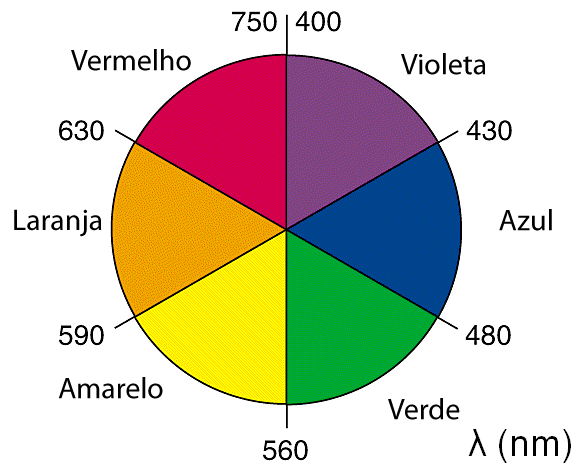
Cores e energias (comprimentos de onda) correspondentes

Num complexo formado por um metal de transição com vários ligantes, os níveis dos orbitais d não se encontram todos na mesma energia, devido ao efeito que exercem esses ligantes. Portanto, existem alguns níveis com mais energia e outros com menos energia. Quando irradiado com radiação eletromagnética de frequência adequada, esta é absorvida, provocando a transferência de um elétron de um nível de energia mais baixo para um nível de energia mais alto. Dependendo da diferença de energia existente entre os dois níveis, que depende do tipo de complexo, absorverá uma frequência ou outra, e portanto será observado uma cor ou outra, processo chamado emissão espontânea e utilizada nos LEDs.
A cor do complexo depende da:
- natureza do íon metálico, concretamente do número de elétrons nos orbitais d;
- disposição espacial dos ligantes em torno do íon metálico (por exemplo, os isômeros geométricos podem apresentar colorações diferentes);
- natureza dos ligantes.

Os complexos formados pelo zinco, que rigorosamente não é um elemento de transição, são incolores, pois os orbitais 3d estão completos e, por isso, os seus elétrons não podem passar para outros níveis energéticos.